# 3213 Szmolenszk
A 3213 Szmolenszk (ideiglenes jelöléssel 1977 NQ) egy kisbolygó a Naprendszerben. Nyikolaj Sztyepanovics Csernih fedezte fel 1977. július 14-én.